# Paavo Puurunen
Paavo Puurunen (Kuhmo, 1973. augusztus 28. –) finn sílövő. A magánéletben határőr sportoló 1984-ben kezdte el sportpályafutását a biatlonban. 
A világkupában 1995-ben állt először rajthoz. Legjobb eredménye összetettben az 1999/2000-es szezonból származik, amikor a tizenkilencedik helyen zárt.
Világbajnokságokon 1996-óta szerepel. 2001-ben, Szlovéniában egyéniben aranyérmet szerzett, 2003-ban, Oroszországban pedig az üldözőversenyen a harmadik helyen ért célba. 
Olimpián 1998-ban, Japánban indult először, itt a legjobb eredménye egy nyolcadik hely volt, a finn váltóval. 2002-ben, Salt Lake Cityben ugyancsak a váltóval lett tizenkettedik. 2006-ban, Torinóban érte el a legjobb olimpiai helyezését, a tömegrajtos indítású versenyszámban lett a negyedik.

## Eredményei

### Olimpia
| Év   | Olimpia        | Versenyszám | Versenyszám | Versenyszám   | Versenyszám | Versenyszám | Versenyszám |
| Év   | Olimpia        | Egyéni      | Sprint      | Üldözőverseny | Tömegrajtos | Váltó       |             |
| ---- | -------------- | ----------- | ----------- | ------------- | ----------- | ----------- | ----------- |
| 1998 | Nagano         | 23          | 9           | ----          | ----        | 8           |             |
| 2002 | Salt Lake City | 15          | 16          | 28            | ----        | 12          |             |
| 2006 | Torino         | 12          | 45          | 22            | 4           | ----        |             |
| 2010 | Vancouver      | 53          | 73          | ----          | ----        | ----        |             |

### Világbajnokság
| Év   | Világbajnokság      | Versenyszám   | Versenyszám | Versenyszám   | Versenyszám | Versenyszám | Versenyszám  | Versenyszám                                                |
| Év   | Világbajnokság      | Egyéni        | Sprint      | Üldözőverseny | Tömegrajtos | Váltó       | Vegyes váltó | Csapatverseny                                              |
| ---- | ------------------- | ------------- | ----------- | ------------- | ----------- | ----------- | ------------ | ---------------------------------------------------------- |
| 1996 | Ruhpolding          | 26            | 11          | ----          | ----        | 6           | ----         | ----                                                       |
| 1997 | Breznóbánya         | 66            | 47          | ----          | ----        | ----        | ----         | ----                                                       |
| 1998 | Pokljuka/Hochfilzen | ----          | ----        | 22            | ----        | ----        | ----         | ----                                                       |
| 1999 | Kontiolahti         | ----          | 11          | 16            | ----        | 6           | ----         | A csapatverseny nem került be a világbajnokság programjába |
| 1999 | Oslo Holmenkollen   | 9             | ----        | ----          | 4           | ----        | ----         | A csapatverseny nem került be a világbajnokság programjába |
| 2000 | Oslo Holmenkollen   | 18            | 10          | 27            | 8           | ----        | ----         | A csapatverseny nem került be a világbajnokság programjába |
| 2000 | Lahti               | ----          | ----        | ----          | ----        | 15          | ----         | A csapatverseny nem került be a világbajnokság programjába |
| 2001 | Pokljuka            | 1             | 6           | 13            | 28          | 5           | ----         | A csapatverseny nem került be a világbajnokság programjába |
| 2003 | Hanti-Manszijszk    | 16            | 21          | 3             | 6           | 11          | ----         | A csapatverseny nem került be a világbajnokság programjába |
| 2004 | Oberhof             | 39            | 8           | 7             | 22          | 16          | ----         | A csapatverseny nem került be a világbajnokság programjába |
| 2005 | Hochfilzen          | 31            | 26          | Nem ért célba | ----        | 12          | ----         | A csapatverseny nem került be a világbajnokság programjába |
| 2009 | Phjongcshang        | Nem ért célba | 45          | 16            | ----        | 22          | 6            | A csapatverseny nem került be a világbajnokság programjába |

### Világkupa
| Helyezés | 43 | 34 | 28 | 19 | 33 | 25 | 27 | 32 | 38 | 41 | 75 | 57 |

| 1998/99    | | | Ruhpolding Váltó                                                                                      |
| 1999/00    | | | |
| 2000/01    | Pokljuka Egyéni (VB)                                                                                  | | |
| 2001/02    | | | |
| 2002/03    | | | Hanti-Manszijszk Üldözőverseny (VB)                                                                   |
| Összesítés | Egyéni: 1 Sprint: 0 Üldözőverseny: 0 Tömegrajtos: 0 Váltó: 0 Vegyes váltó: 0 ------------ Összesen: 1 | Egyéni: 0 Sprint: 0 Üldözőverseny: 0 Tömegrajtos: 0 Váltó: 0 Vegyes váltó: 0 ------------ Összesen: 0 | Egyéni: 0 Sprint: 0 Üldözőverseny: 1 Tömegrajtos: 0 Váltó: 1 Vegyes váltó: 0 ------------ Összesen: 2 |

- O - Olimpia és egyben világkupa forduló is.
- VB - Világbajnokság és egyben világkupa forduló is.